# John Batman
John Batman (Parramatta, Australia, 21 de enero de 1801 - Melbourne, 6 de mayo de 1839) fue un ganadero, empresario y explorador australiano que es más conocido por su rol en la fundación del asentamiento que acabaría convirtiéndose en Batmania y la colonia de Victoria. Batman también fue uno de los signatarios del Tratado de Batman, el único documento del que se tiene registros a través del cual colonos europeos y un pueblo aborigen negociaron la transferencia de tierras y la permanencia de los europeos en el continente australiano.

## Biografía

### Orígenes
Los padres de Batman, William y Mary Batman, eran ingleses y emigraron a Sídney en 1797 a bordo de barco Ganges. John nació en 1801 en Rosehill, Parramatta, hoy en día un suburbio de Sídney, pero en ese entonces uno de los primeros asentamientos agrícolas de la nueva colonia.

### Mudanza a Tasmania
En 1821, John (cuando tenía 20 años) y su hermano Henry viajaron a la Tierra de Van Diemen (conocida actualmente como Tasmania) para asentarse en unas tierras en el noreste cerca de Ben Lomond. Adquirió Kingston, una propiedad que se dice era "...grande en extensión y pobre para la agricultura...".
En diciembre de 1825, o principios de 1826, Batman capturó al infame bushranger llamado Matthew Brady, lo hizo que el gobierno le entregara todavía más tierras. Brady había resultado herido en la pierna en un conflicto con las autoridades, pero logró escapar. John Batman, quien estaba en Tasmania en aquel entonces, salió desarmado y por su cuenta en búsqueda de Brady, y lo encontró por accidente. Vio a un hombre cojeando en el campo cerca de un arroyo poco profundo, y se apresuró hacia él. Era Brady. Indujo al criminal a rendirse y regresó con él. Brady estaba enfermo y sufriendo mucho dolor, así que hizo lo que Batman le pidió. Brady fue condenado a muerte poco después.
Batman se convirtió en ganadero y participó en la captura de aborígenes de Tasmania en 1829. Empleó a aborígenes del continente contratados en Sídney, Nueva Gales de Sur para formar parte de sus grupos de caza de tasmanios. Entre 1828 y 1830, tasmanios en esta región fueron disparados o capturados por cazarrecompensas como Batman.
Cuando era gobernador de Tasmania, George Arthur observó que John Batman "...tenía muchas muertes por las que responder". Un examen más cercano de estas palabras del gobernador Arthur revela una imagen más compleja de los motivos y acciones de Batman en nombre del gobierno en estos grupos de caza. Por ejemplo, en septiembre de 1829, John Batman (28), con la ayuda de varios "negros de Sídney" que había llevado a Tasmania, lideró un ataque sobre un grupo familiar aborigen de unos 60-70 hombres, mujeres y niños en el distrito de Ben Lomond en el noreste de Tasmania. Luego de esperar hasta las 11pm de esa noche para atacar, Batman "...ordenó a los hombres a que disparen sobre ellos..." mientras que sus 40 y algo perros los alertaban y los aborígenes se escapaban en dirección del tupido bosque, matando un estimado de 15 personas. La mañana siguiente partió hacia su granja con dos hombres tasmanos malheridos, una mujer y su hijo de dos años; todos habían sido capturados. Sin embargo, él dijo "...descubrí que era imposible para estos últimos dos [los hombres] caminar, y luego de tratar por un buen rato de hacer todo lo que pude, no pude llevarlos y me vi obligado a dispararles". La mujer capturada, de nombre Luggenemenener, luego fue enviada a la cárcel de Campbell Town y separada de su hijo pequeño, Rolepana, "...por quien ella había desafiado a la muerte para proteger". Batman informó después al Secretario Colonial Británico, John Burneet, en una carta del 7 de septiembre de 1829, que se quedaría con el niño porque quería "criarlo". Luggenemenener murió el 21 de marzo de 1837 como prisionera en el asentamiento de Flinders Island.
Más adelante, Rolepana (a sus 8 años), el niño sobreviviente de una de las masacres de un grupo liderado por John Batman, viajó junto a él en el viaje en el que fundó Melbourne en 1835. Luego de la muerte de Batman en 1839, Rolepana hubiese tenido 12 años. Boyce indica que Rolepana fue empleado por el colono George Ware por 12 libras al año más alojamiento luego de la muerte de Batman, "...pero lo que hizo después también se desconoce". Sin embargo, Haebich tiene registros de que Rolepana murió en Melbourne en 1842 (hubiese tenido unos 15 años). También indica que:

Batman desafió abiertamente al gobernador Arthur y a [George Augustus] Robinson al rehusarse a entregar a dos niños aborígenes que empleaba: Rolepana (o Benny Ben Lomond) y Lurnerminer (John o Jack Allen), capturados por Batman en 1828. El aseguraba que los niños estaban con él bajo el consentimiento de sus padres,... También demostró una fuerte interés como propietario en los muchachos, cuando le dijo a Robinson que eran 'de su propiedad tanto como su granja y que tenía el mismo derecho a quedarse con ellos como el gobierno'. De hecho, Batman estaba convencido de que el mejor plan era dejar los niños con los colonos, quienes los vestían y alimentaban sin costo alguno para el gobierno y los criaban para convertirlos en 'miembros útiles de la sociedad'. En una serie de cartas al gobernador Arthur, Batman 'rogó mucho para que los jóvenes sean retenidos por los colonos para que sean educados y estén dedicados a su servicio'.

Batman se hizo famoso durante la Guerra Negra de 1830, durante la cual participó en la formación de una línea a lo largo de la isla para sacar a los aborígenes de Tasmania de sus tierras hacia una región 'manejable'.
En febrero de 1830, Batman escribió al Secretario Colonial Británico, John Burnett, sobre su dificultad para 'encontrar' [i.e., capturar] a los aborígenes de Tasmania. En la misma carta, pidió mientras explicaba su dificultad para capturar a los tasmanos en el campo, "...si tan solo él pudiera seguir a criminales [aborígenes] conocidos una vez que hayan llegado 'a sus propias tierras'.
El artista del siglo XIX, John Glover, escribió como leyenda de uno de sus cuadros de Tasmania Puesto de observación de Batman, Benn Lomond (1835) "...debido a que el Sr Batman frecuentaba este lugar para atrapar nativos".
Batman fue diagonistcado con sífilis en 1833.
Para 1835, la propiedad de Batman, "...Kingston [cerca de Ben Lomond], cubría más de 7000 hectáreas, tenía animales y edificaciones adecuadas, y numerosos empleados; pero era demasiado escarpado como para ser muy productivo."

## Fundación de Melbourne y Tratado de Batman
Batman solicitó tierras en la región de Western Port, pero las autoridades coloniales de Nueva Gales del Sur rechazaron esto. Así que, en 1835, como uno de los principales miembros de la Asociación de Port Phillip partió hacia el continente a bordo de la goleta Rebecca y exploró gran parte de Port Phillip.
Cuando encontró el actual lugar del centro de Melbourne, comentó en su diario el 8 de junio de 1835, "Este será el lugar para una aldea", y llamó a la tierra "Batmania".
Las negociaciones del Tratado de Batman con los aborígenes tuvieron lugar en junio de 1835 en la ribera del arroyo Merri, en la actual Northcote (un suburbio interior de Melbourne), "...utilizando el consejo legal del ex-fiscal general de la Tierra de Van Dieman, Joseph Gellibrand, y con el apoyo de sus acompañantes aborígenes de Nueva Gales del Sur y la Tierra de Van Dieman."
Sin embargo, Batman no visitó el campamento colonial que más adelante sería establecido en el río Yarra (i.e., Melbourne) sino hasta noviembre de 1835. Se ha debatido por más de un siglo sobre este momento en el nacimiento de Melbourne. Batman escribió en su diario el lunes, 8 de junio de 1835 que "...el bote subió por el río del que hablé, el cual viene desde el este, y me alegra decir que, a unas seis millas río arriba encontré que el río era de buenas aguas y muy profundo. Este será el lugar para una aldea. Los nativos están en la costa". El día anterior Batman y su grupo regresaron de su reunión con los ancianos kulin al costado de las colinas que bordean la ribera norte del Yarra. Aún no está claro si el 'lugar para una aldea' que el grupo avistó estaba cerca de las 'Cataratas' -un antiguo sitio de los pueblos locales, y tampoco está claro si Batman efectivamente estaba en el barco que exploró el Yarra el 8 de ese mes.
Batman negoció un tratado (hoy en día conocido como el Tratado de Batman, pero también conocido como el Tratado de Dutigulla, el Documento de Dutigulla, el Tratado de Melbourne o el Documento de Melbourne), con unos aborígenes locales para alquilar sus tierras con pagos anuales de 40 cobijas, 30 hachas, 100 cuchillos, 50 tijeras, 30 espejos, 200 pañuelos, 100 libras de harina y 6 camisas. Es poco probable que los wurundjeri hayan comprendido esta transferencia de tierras o que hayan estado de acuerdo con ella si así hubiese sido, pero, como escribió Percival Serle, "No hay duda de que las cobijas, los cuchillos, las hachas, etc., que se les entregaron fueron muy bienvenidas". De cualquier manera, el gobernador Bourke determinó que un tratado de este tipo era inválido y que la tierra había sido reclamada por la Corona y no por los aborígenes y otros colonizadores, entre ellos el grupo rival de John Pascoe Fawkner que había llegado para asentarse en Melbourne.

### Vida posterior
Batman y su familia se asentaron en lo que posteriormente sería conocido como Batman's Hill (en español, Colina de Batman) en el extremo occidental de Collins Street, Melbourne. Construyó una casa en la base de la colina en abril de 1836. La salud de Batman se deterioró rápidamente luego de 1835 cuando la sífilis lo desfiguró y lo lisió, y se fue separando de su esposa, la convicta Elizabeth Callaghan. Tuvieron siete hijas y un hijo. Su hijo se ahogó en el río Yarra.
En sus últimos meses de vida Batman fue cuidado por los aborígenes locales. Batman murió el 6 de mayo de 1839 y su viuda y su familia tuvieron que mudarse de la casa en Batman's Hill debido a que la casa fue apropiada por el gobierno para su utilización como oficinas administrativas.

## Legado

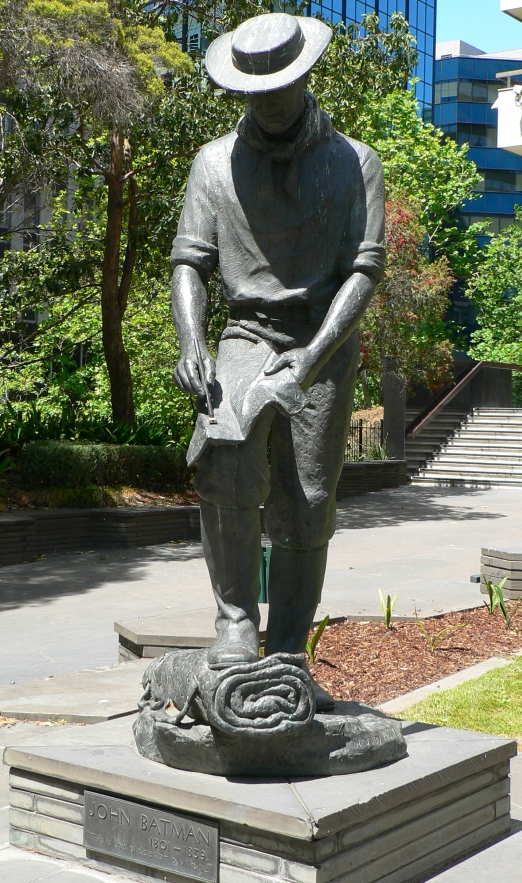
Estatua de John Batman en la antigua National Mutual Plaza cerca de Collins Street en Melbourne, inaugurada el 26 de enero de 1979

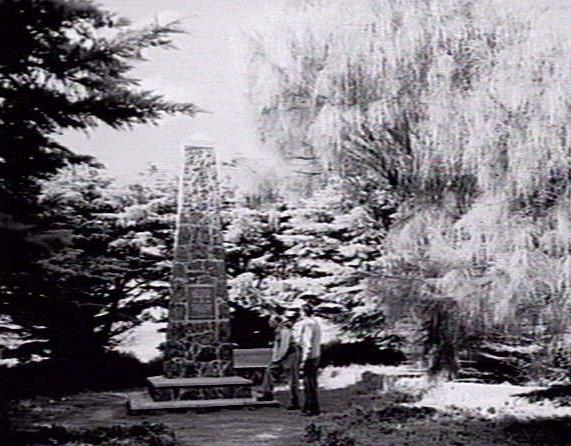
El monumento histórico que indica el lugar en el que Batman desembarcó en Indented Head en 1835.

Batman fue enterrado en el Antiguo Cementerio de Melbourne pero fue exhumado y vuelto a enterrar en el Cementerio Fawkner, un cementerio nombrado en honor al colonizador John Pascoe Fawkner. Un obelisco de piedra fue construido en 1922 que luego fue trasladado a la Avenida Batman antes de ser regresado a su ubicación original en Queen Victoria Market en 1992.
El corredor australiano Daniel Batman era un descendiente directo de John Batman.

### Lugares nombrados en honor a Batman
- Puente Batman (Tasmania)
- División of Batman (División electoral de Victoria)
- Batman Park (Melbourne CBD)
- Batman Park (Northcote) (Northcote, Victoria)
- Batman's Hill (Melbourne CBD)
- Estación de tren Batman, Melbourne (North Coburg, Victoria)[27]
- Avenida Batman, Melbourne
- Avenida Batman, Keilor Park
- Avenida Batman, Sunbury
- Avenida Batman, Hurstbridge
- Avenida Batman, Shepparton
- Batman Close, Thornton, Nueva Gales del Sur
- Batman Lane, Surry Hills, Nueva Gales del Sur
- Calle Batman, Thornton, Nueva Gales del Sur
- Batman Road, Eltham, Victoria
- Calle Batman, Burnside Heights
- Calle Batman, Footscray
- Calle Batman, Altona Meadows
- Calle Batman, Aberfeldie
- Calle Batman, Fitzroy North
- Calle Batman, Portarlington
- Batman Walk, Parramatta
- John Batman Drive, Melton West
- John Batman Gardens, Sandringham